# Sasa ramosa
Sasa ramosa là một loài thực vật có hoa trong họ Hòa thảo. Loài này được (Makino) Makino & Shibata miêu tả khoa học đầu tiên năm 1901.

## Hình ảnh

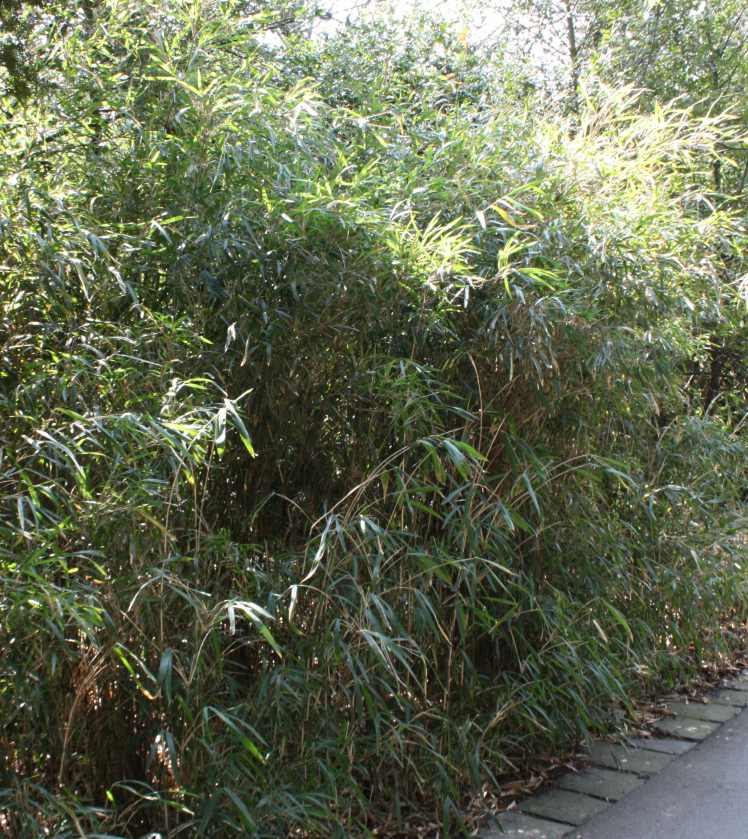
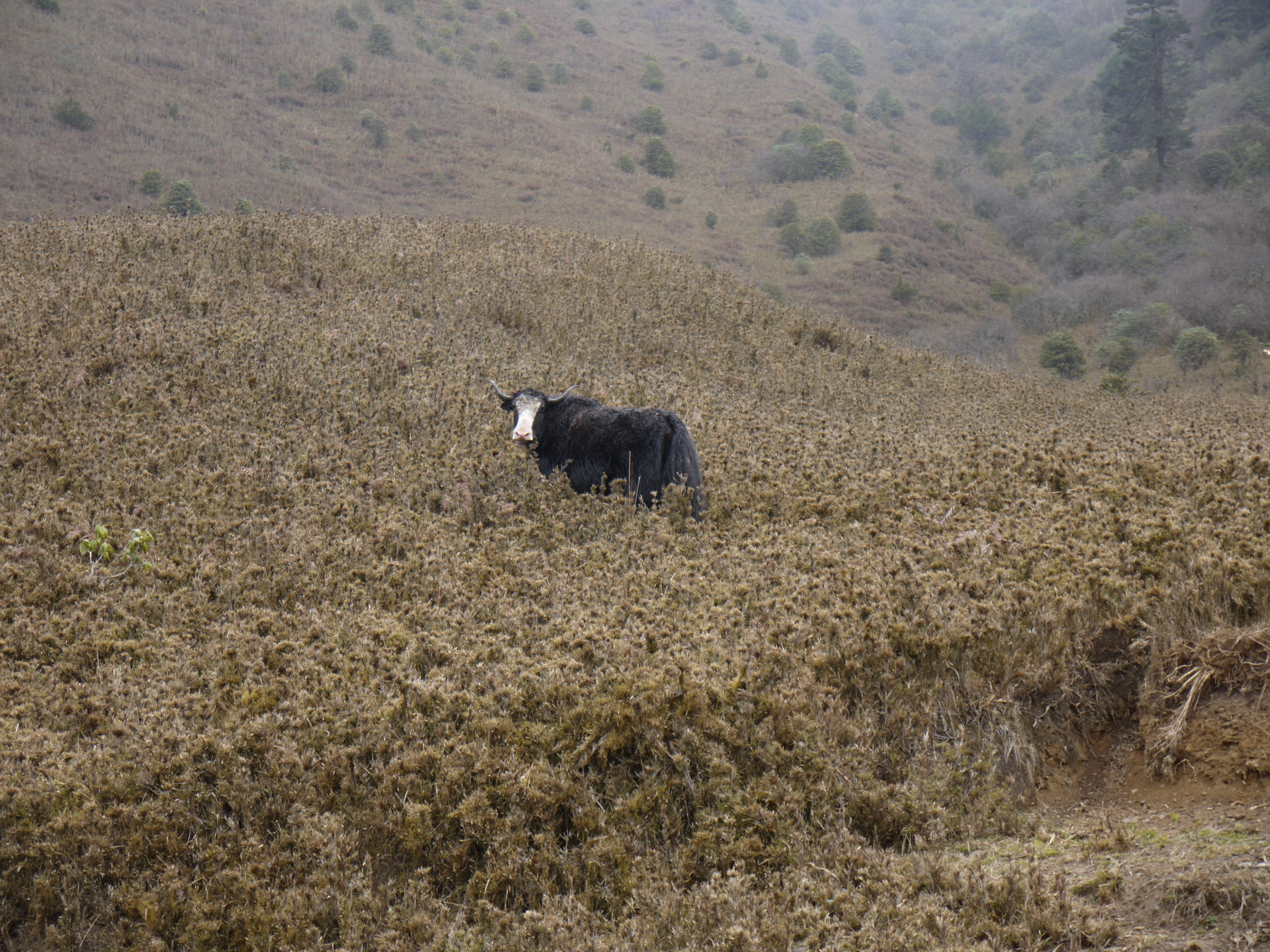
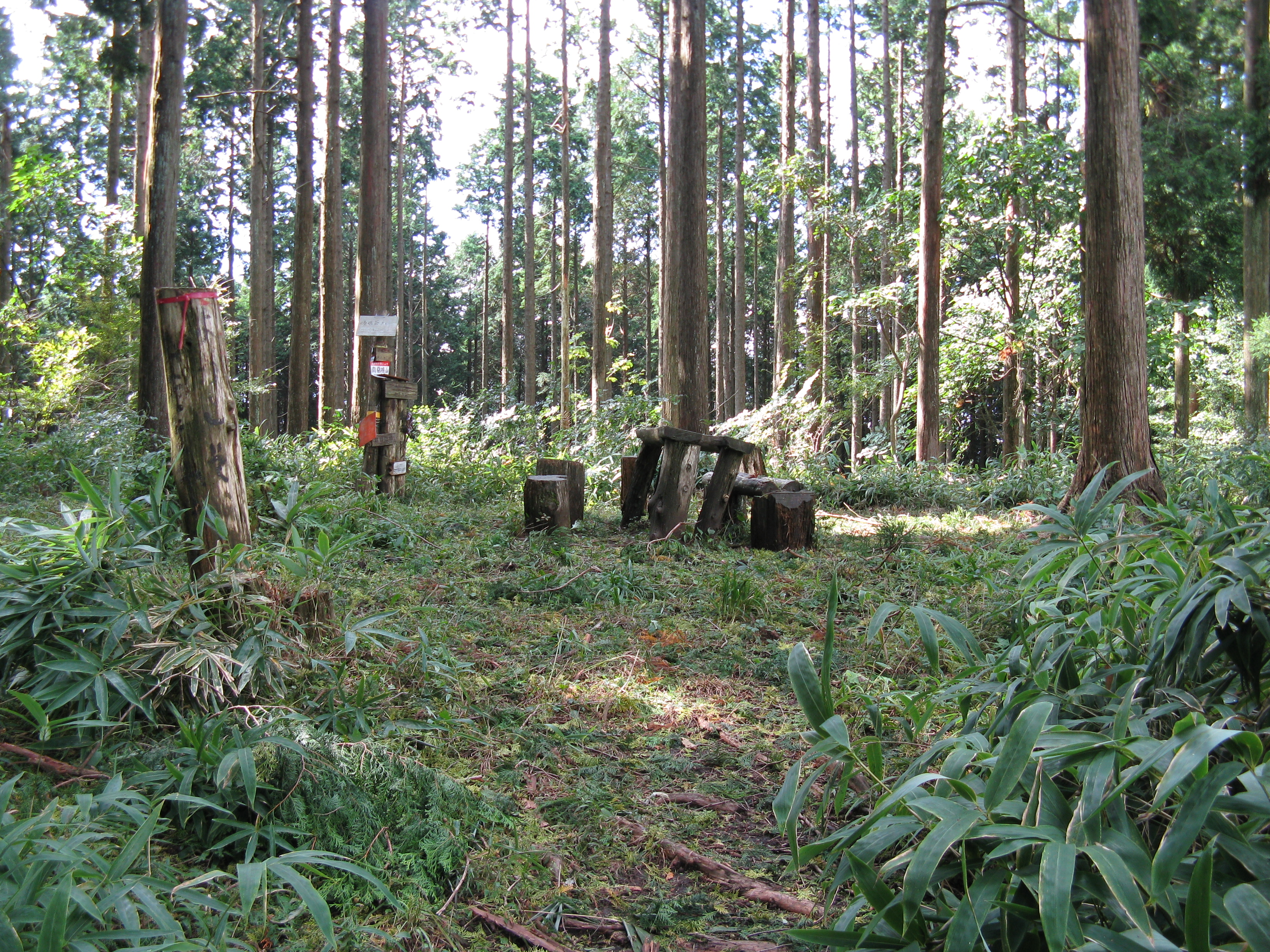
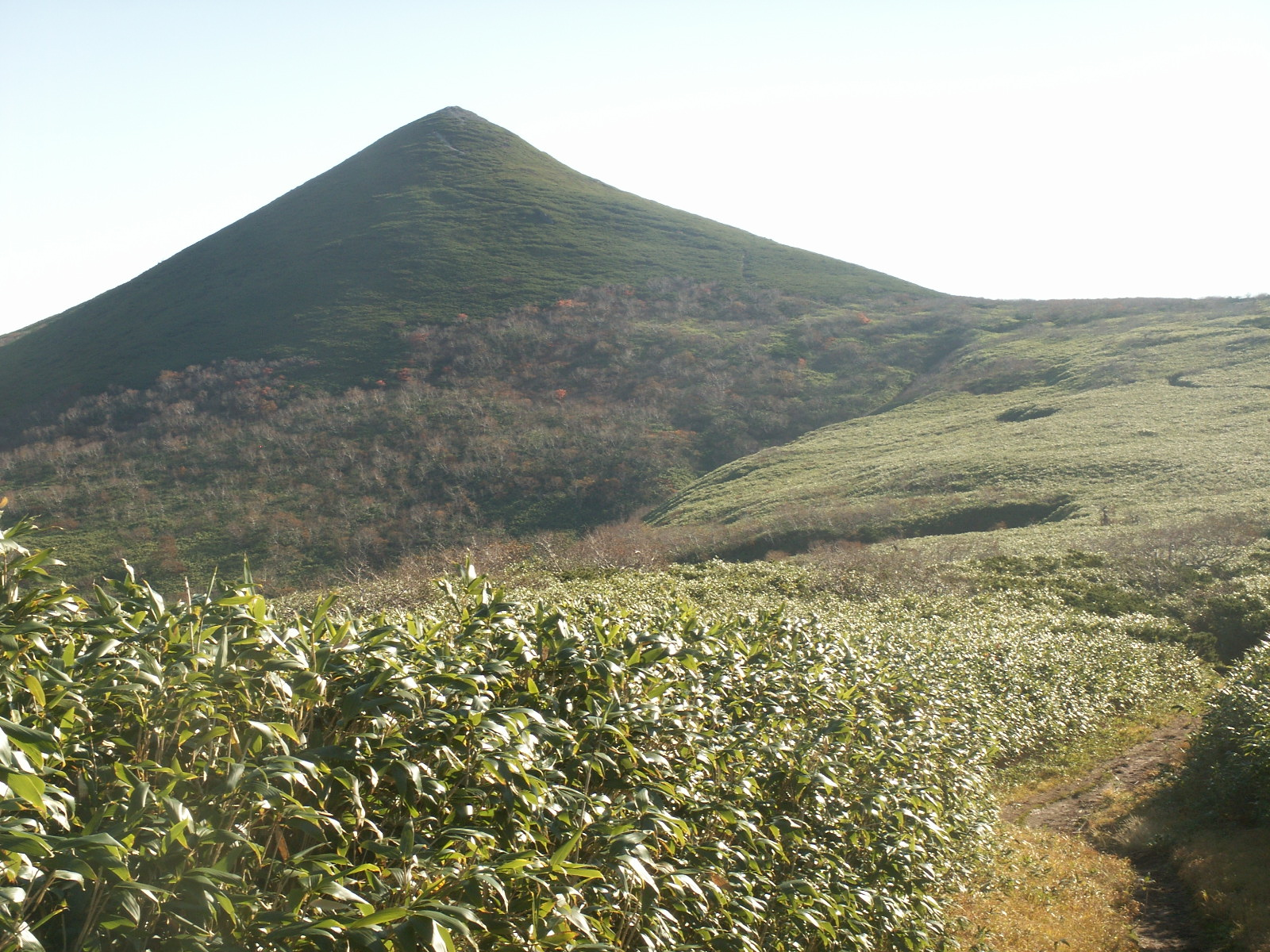